# Руман, Юхан Хельмик
Ю́хан Хе́льмик Ру́ман (швед. Johan Helmich Roman, 26 октября 1694, Стокгольм — 20 ноября 1758, Харальдсмола, Кальмарский лен) — шведский композитор позднего барокко, первый крупный композитор в истории Швеции, скрипач и гобоист.
С 1711 года Руман являлся скрипачом и гобоистом шведской придворной капеллы. В 1715—1721 годах учился в Лондоне, где также играл в оперном оркестре под руководством Георга Фридриха Генделя. По возвращении в Стокгольм, в 1721 году был назначен придворным вице-капельмейстером, затем в 1727 — капельмейстером. В 1731 году Руман учредил первые в Швеции публичные концерты; в 1735—1737 годах гастролировал по странам Европы. Ушёл в отставку в 1745 году.
Умер 20 ноября в 1758 году от рака языка.
Его наследие включает вокальные пьесы, церковную музыку, арии, оркестровые сюиты, концерты, симфонии, камерно-инструментальные произведения. Наибольшей известностью пользуется сюита «Дротнингхольмская музыка», написанная в 1744 году для свадьбы принца Адольфа Фредрика (родного дяди Екатерины II) и Луизы Ульрики Прусской, дочери прусского короля Фридриха Вильгельма I. В музыке Румана влияние Генделя сочетается с чертами галантного стиля. Руман обрабатывал музыку других композиторов, перевёл на шведский некоторые труды по теории музыки.